# Ikuo Kamei

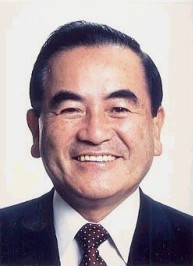
Ikuo Kamei, 2002

Ikuo Kamei (japanisch 亀井 郁夫, Kamei Ikuo; * 1. November 1933 in Shōbara, Präfektur Hiroshima; † 15. Mai 2019) war ein japanischer Politiker. Für zwei Amtsperioden repräsentierte er die Präfektur Hiroshima im Sangiin, zunächst für die Liberaldemokratische Partei (LDP), ab 2005 für die Neue Volkspartei.
Kamei studierte Rechtswissenschaft an der Universität Tokio und wurde nach seinem Abschluss 1957 Angestellter von Asahi Kasei. Dort war er von 1983 bis 1986 einer der Direktoren (torishimariyaku), bevor er das Unternehmen verließ und in die Politik wechselte. 1987 wurde er für den Landkreis Hiba ins Präfekturparlament Hiroshima gewählt, 1991 im Amt bestätigt. 1993 legte er sein Mandat nieder, um bei der Gouverneurswahl für die Nachfolge von Toranosuke Takeshita zu kandidieren, unterlag jedoch Yūzan Fujita. 1998 wechselte er in die nationale Politik, als er sich bei der Sangiin-Wahl erfolgreich um eines der beiden Mandate der Präfektur Hiroshima bewarb. 2002 war er im ersten Kabinett Koizumi parlamentarischer Staatssekretär (daijin-seimukan) im Kabinettsbüro. 2004 wurde er als Abgeordneter wiedergewählt.
Als Gegner der Privatisierung der öffentlichen Post, die von Premierminister Jun’ichirō Koizumi betrieben wurde, unterstützte er 2005 den stellvertretenden Parteivorsitzenden der Neuen Volkspartei, seinen Bruder Shizuka, im Wahlkampf für die Shūgiin-Neuwahlen gegen den von Koizumi nominierten „Attentäter“-Kandidaten Takafumi Horie. Bei der erneuten Abstimmung über das Postprivatisierungsgesetz im Sangiin enthielt er sich durch Abwesenheit. Sein Parteiausschlussverfahren wegen der Unterstützung für die Postprivatisierungsrebellen verzögerte sich aber durch einen Einspruch, weil es sein eigener Bruder gewesen war, den er unterstützt hatte. Der LDP-Exekutivrat bestätigte jedoch im Dezember 2005 den Parteiausschluss, Kamei trat danach der Neuen Volkspartei bei.
Er wurde in der neuen Partei Vizevorsitzender, später führte er auch die Sangiin-Fraktion. Zur Wahl 2010 trat er nicht mehr an und zog sich aus der Politik zurück.